# La Serreta (Olius)
La Serreta és una serra al municipi d'Olius (Solsonès), amb una elevació màxima de 700,8 metres.